# Iwona Grotowska
Iwona Grotowska, z d. Dęga (ur. 9 kwietnia 1955) – polska lekkoatletka, płotkarka, specjalizująca się w biegu na 100 metrów przez płotki, medalistka mistrzostw Polski, reprezentantka Polski.

## Kariera sportowa
Była zawodniczką Gwardii Warszawa.
Na mistrzostwach Polski seniorek na otwartym stadionie wywalczyła jeden medal: w biegu na 100 m ppł - w 1977. Na halowych mistrzostwach Polski seniorek zdobyła również jeden medal, brązowy w biegu na 60 m ppł w 1973.
W 1973 wystąpiła na mistrzostwach Europy juniorów, zajmując 4. miejsce w biegu na 100 m ppł, z czasem 13,50 (z wiatrem). 
Rekord życiowy na 100 m ppł: 13,28 (13.09.1977).